# 冬红
冬红（学名：Holmskioldia sanguinea）为马鞭草科冬红属下的唯一一个种，原產於喜馬拉雅山脈，但作為觀賞植物移植、擴散到了世界上的許多國家。

## 冬紅屬
以下幾種植物曾屬於冬紅屬：
- Holmskioldia gigas
- Holmskioldia speciosa
- Holmskioldia tettensis